# Мокрица (Островский район)
Мокрица — деревня в Шиковской волости Островского района Псковской области.
Расположена в 39 км к востоку от города Острова и в 7 км к юго-западу от волостного центра, деревни Шики.
Численность населения деревни по состоянию на 2000 год составляла 1 человек.